# The Dutch Masters

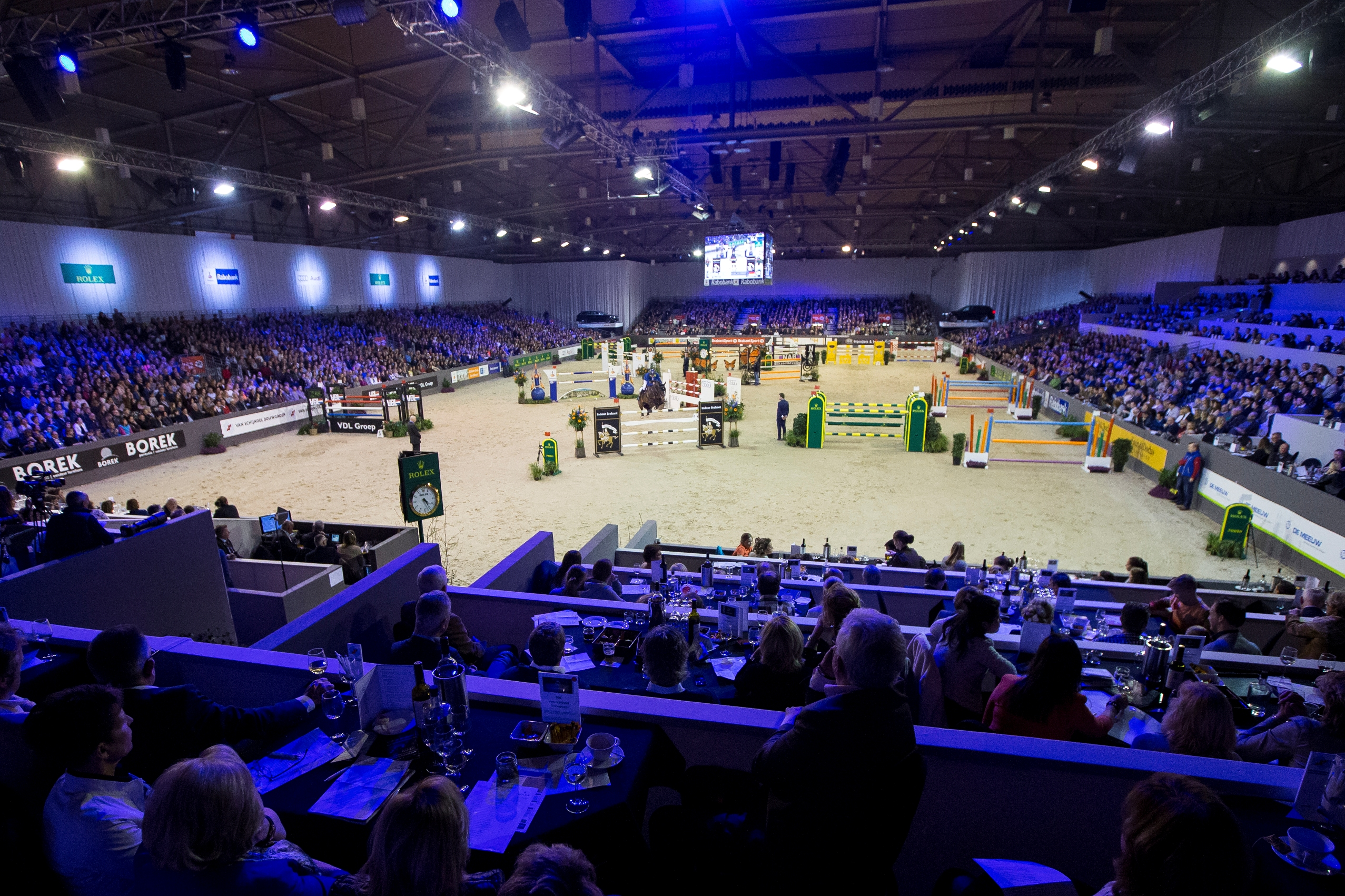
Dutch Masters Den Bosch

The Dutch Masters, à Bois-le-Duc, est le plus grand et le plus prestigieux concours de saut d'obstacles en intérieur (indoor) des Pays-Bas. Il propose aussi des compétitions de dressage.
L'édition 2020, initialement prévue du 12 au 15 mars, est annulée par le comité d'organisation, en raison de la pandémie de maladie à coronavirus.

## Histoire
La compétition est imaginée en 1966, puis véritablement créée en 1967.
En 1994, la finale de Coupe du monde de saut d’obstacles y est organisée pour la première fois. En 2012, le Dutch Masters reçoit les finales de dressage et de saut d’obstacles. La compétition fête ses 50 ans en 2017. 
En 2018, cette compétition devient une étape du Grand Chelem de saut d'obstacles,.

## Description
The Dutch Masters se déroule sur une piste en sable en intérieur (indoor).

## Renommée
L’événement attire environ 200 journalistes et 65 000 spectateurs.